# Matevž Kos
Matevž Kos, slovenski književnik, literarni zgodovinar, komparativist in teoretik, kritik, esejist, urednik * 3. junij 1966, Ljubljana
Predava na Oddelku za primerjalno književnost in literarno teorijo Filozofske fakultete Univerze v Ljubljani, kjer je zaposlen od svoje diplome (iz primerjalne književnosti in filozofije) 1996 (tam je 2001 tudi doktoriral), od 1997 kot izredni, 2012 redni profesor za primerjalno književnost. Predava še posebne predmete: Nietzsche in slovenska literatura, Zgodovina avantgard, Slovenski roman v kontekstu ter vodi izbirni seminar Literarna kritika. Sodeloval je pri pisanju učbenika za srednje šole Svet književnosti IV. (2003). Bil je mdr. predsednik LUD Literatura (od 1997), član UO DSP, IO slovenskega društva za primerjalno književnost, predsednik žirije za Delovo nagrado Kresnik ...

## Dela (monografije)
- Prevzetnost in pristranost: literarni spisi (1996)
- Kritike in refleksije (2000)
- Branje po izbiri (2004)
- Fragmenti o celoti: poskusi s slovenskim pesništvom (2007)
- Mali spisi: o knjigah in drugih rečeh (2011)
- O nevšečnosti biti Slovenec: zgodovina, kultura, ideologija: izbrane kritike 1993-2013 (2014)
- Leta nevarnega življenja: pet fragmentov o slovenski literaturi in drugi svetovni vojni (2019)
- O tistem, ki ždi v meni: trije eseji o Lojzetu Kovačiču (2022)
- Vitomil Zupan ali kako biti jaz (2024)

## Uredništvo
- revija Literatura (1993-98 odgovorni in/oz. nazadnje glavni urednik)
- knjižne zbirke Labirinti in Novi pristopi
- izbori iz poezije Vena Tauferja, Srečka Kosovela (1997) za zbirko Kondor; Milana Dekleve (s spremnimi besedami)
- antologije: mlade slovenske poezije 1990–2003: The slovenian essay of the nineties (2000); Friedricha Nietzscheja: Nietzschejevo berilo (2002); Mi se vrnemo zvečer (2004)

## Zasebno
Je sin Janka Kosa in mož Ženje Leiler Kos.

## Nagrade in priznanja
- 1997: Rožančeva nagrada za esej Prevzetnost in pristranost
- 2003: Zoisovo priznanje Republike Slovenije za monografijo Poskusi z Nietzschejem
- 2023: nagrada Nede Pagon za uredniški opus[1]